# حوض هونغ كونغ ووامبوا

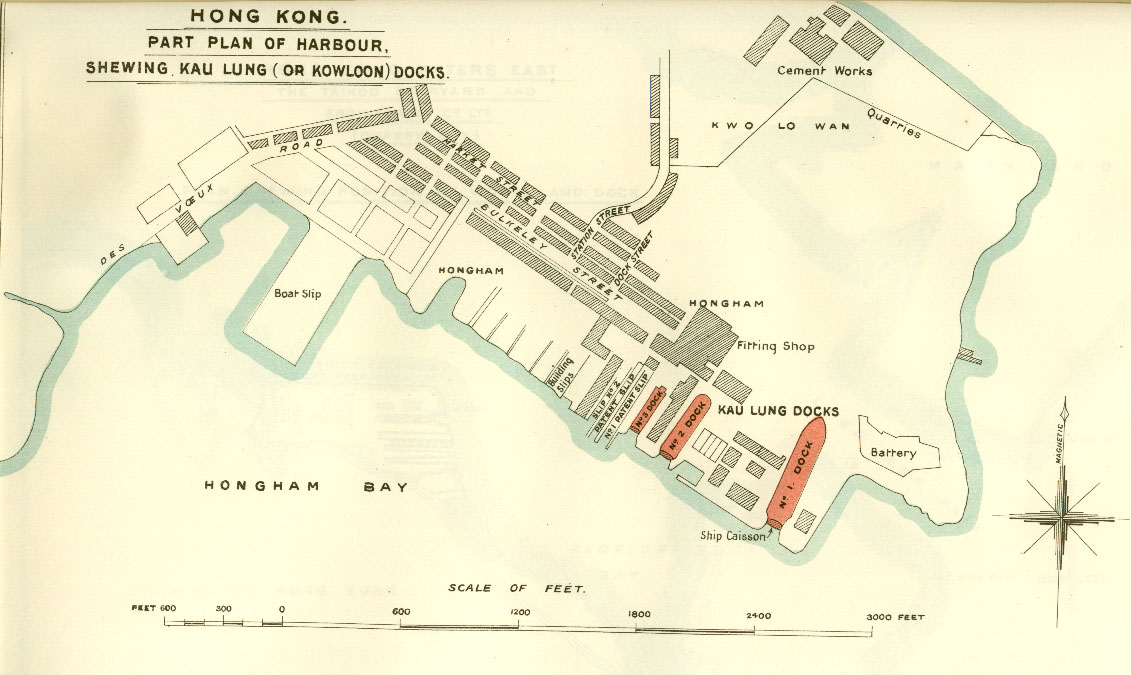
خطة لحوض كولون في أوائل القرن العشرين

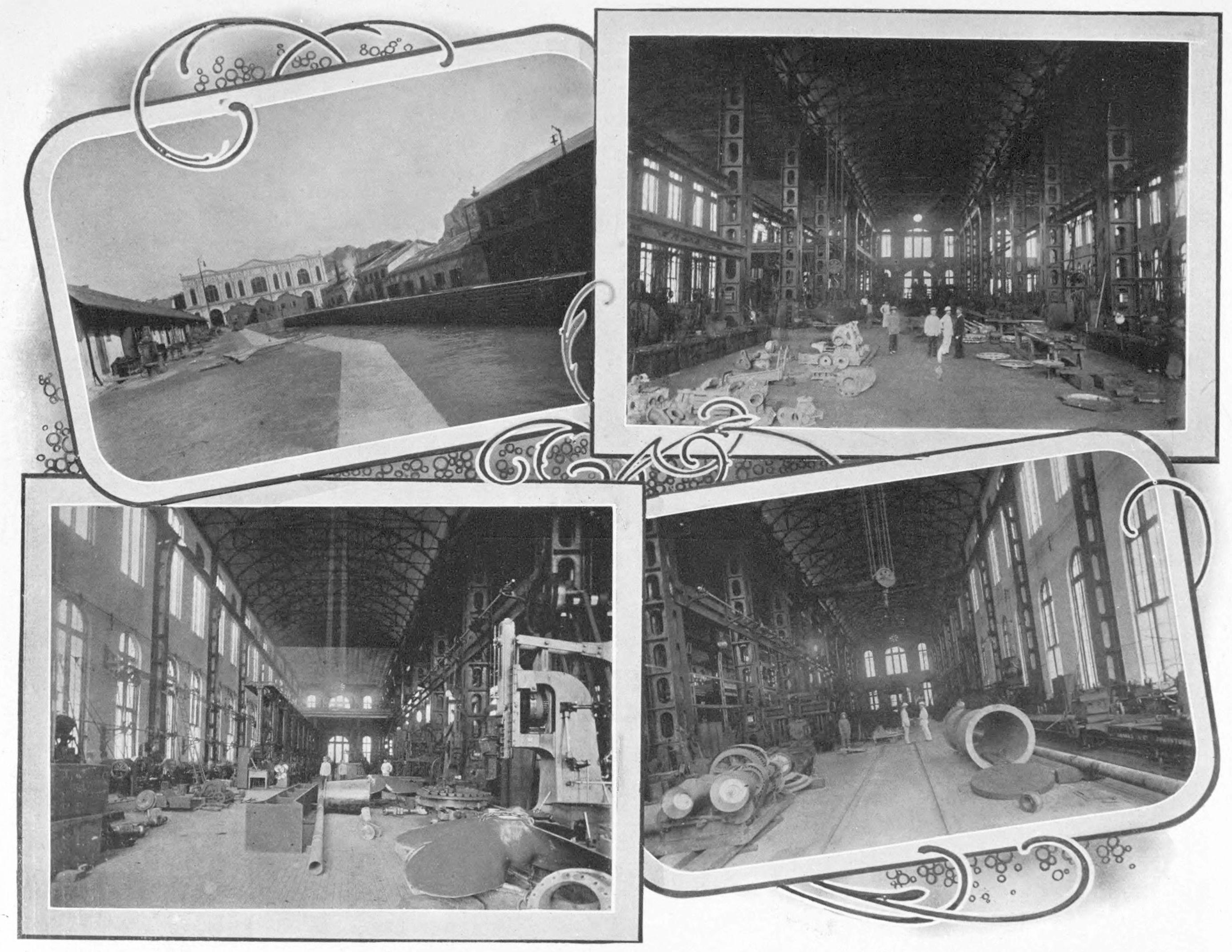
حوض هونغ كونغ ووامبوا حوالي عام 1908

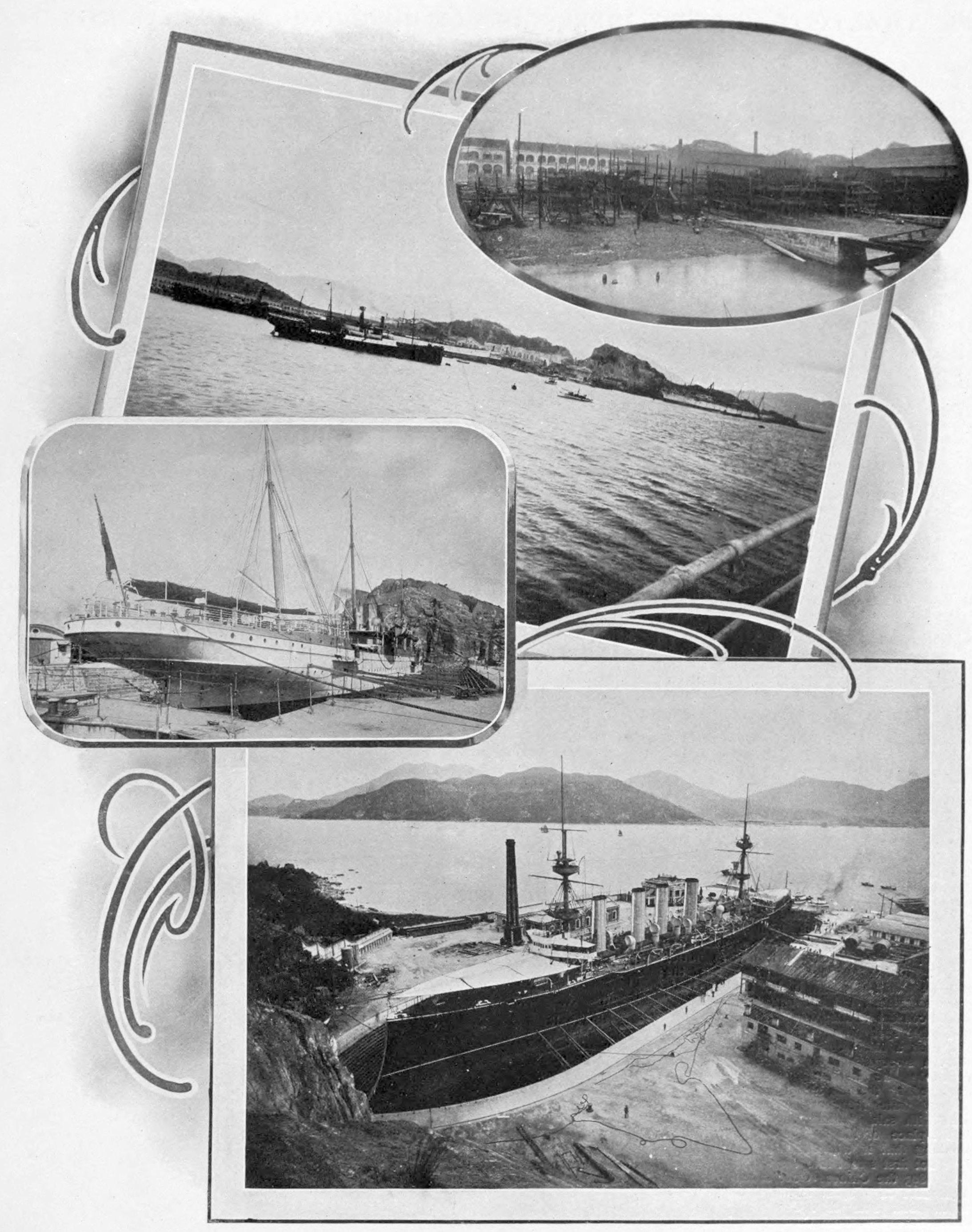
حوض هونغ كونغ ووامبوا حوالي عام 1908

حوض هونغ كونغ ووامبوا كان أحد أحواض بناء السفن في هونغ كونغ، ويُعتبر أحد أكبر الأحواض في آسيا.

## التاريخ
تأسس الحوض في عام 1866 على يد دوغلاس لابريك وتوماس ساذرلاند، وعُرف لاحقًا باسم شركة "هونغ كونغ وكولون ووامبوا". في عام 1865، كان يُعرف باسم أحواض كولون وكان يقع على الساحل الغربي لكولون بين هونغ هوم وتاي وان، مقابل خليج هونغ هوم في ميناء فيكتوريا. يُطلق عليه أيضًا اسم حوض وامبوا اختصارًا. يُشتق اسم "وامبوا" من ميناء وامبوا الذي يقع بالقرب من جزيرة بازهو (التي كانت تُعرف سابقًا باسم وامبوا)، بجوار مدينة قوانغتشو (التي كانت تُعرف سابقًا باسم كانتون)، حيث كانت الشركة تملك حوض بناء سفن آخر.
في عشية احتلال اليابان لهونغ كونغ، تعرض الحوض لقصف مكثف من قبل الطائرات اليابانية نظرًا لأهميته الاستراتيجية، مما أدى إلى وقوع العديد من الخسائر البشرية.
في منتصف الستينيات، كانت الشركة تحت سيطرة دوغلاس كلاج عبر شركة هاتشيسون الدولية، ولكن بسبب مشاكل مالية، اضطر كلاج إلى المغادرة. استحوذت شركة تشيونغ كونغ القابضة على الشركة، والتي دمجتها لاحقًا مع وامبوا لتصبح هاتشيسون وامبوا. في عام 1985، تم تحويل أرض الحوض إلى مجمع سكني خاص يُعرف باسم حديقة وامبوا، ثاني أكبر مجمع سكني خاص في هونغ كونغ بعد مي فو سن تشوين. والجزء الوحيد المتبقي من الحوض الآن هو شارع بولكلي.[بحاجة لمصدر]
تم دمج عمليات الحوض مع حوض سوير التابع لشركة تايكو في الجزيرة، ليصبح أحواض هونغ كونغ المتحدة على الشاطئ الغربي لجزيرة تسينغ يي.
ساعد حوض هونغ كونغ ووامبوا في تحويل عربات الجيل الثاني والثالث من ترام هونغ كونغ التي بُنيت بواسطة يونيتد إلكتريك وإنجليش إلكتريك، والتي تقاعدت لاحقًا بين عامي 1924 و1930 مع إدخال عربات الجيل الرابع.

### منشآت أخرى
- الحوض الجاف هوب في أبيردين، افتُتح في عام 1867.

## السفن

علم الشركة مرفوع الآن في ساحة Whampoa بهونغ كونغ

تتضمن السفن التي تم بناؤها في هذا الحوض:
- ليت (1887) - سفينة حربية إسبانية ولاحقًا أمريكية.
- مانوك (1930) - بنيت لصالح شركة La Naviera Filipina، سيبو، الفلبين. انقلبت وغرقت بين جزر Silinog وAliguay قبالة دابيتان وجزيرة Apo قبالة دوماغيتي في 5 أغسطس 1941.
- فو-مون-تساي (1881) - بنيت لصالح أسرة تشينغ لخدمات جمارك كانتون.[2]
- USS ماريفيليس (1886)
- كون-رونغ (1887) - باخرة فرنسية.[2]
- ميلونغ (1901) - باخرة بنيت لصالح الشركة الألمانية نورددويتشر لويد للاستخدام النهري حول بانكوك.[2]
- قالب:سفينة (1904)
- يو إس إس سان فيليبي (YFB-12) (1907)
- يو إس إس بانااج (YT-104) (1910)
- كواي سانغ (1917)
- S.S. سودهديب (1918) - بنيت لصالح شركة الملاحة البحرية سيام، غرقت نتيجة قصف في خليج سيام في 1 يونيو 1945.
- S.S. فالايا (1918) - غرقت نتيجة الألغام عند مدخل نهر تشاو فرايا في 13 يناير 1944.
- وار بومبر (1919) - سفينة حربية بوزن 5226 طن، غرقت خلال الحرب العالمية الثانية.[2][3]
- وار تروبر (1919) - سفينة حربية بوزن 8000 طن، غرقت كـ HMS ماوندر خلال عام 1943.[4][5]
- SS تشانغتي (1925) لصالح الخط الشرقي الأسترالي؛ لاحقًا استخدمت في البحرية الملكية.
- سانغ وو (1926)
- SS تايبينغ (1926) لصالح الخط الشرقي الأسترالي[6]
- يو إس إس YAG-3 (1926)
- S.S. برينس ناريسرا (1929) - تعرضت لأضرار نتيجة القصف في بانكوك عام 1945 وتم تفكيكها في عام 1949.
- يو إس إس YAG-4 (1931)
- لي وو (1938) - سفينة ركاب تم تحويلها إلى سفينة دورية للبحرية الملكية.
- قالب:HMAS (1938)
- رينجر (1940) - قاطرة بحرية.
- إس إس إمباير مونبيم[7]
- SS إمباير ألميند (1941)
- SS جيوكو مارو (1942)
- العديد من سفن ستار فيري الموجودة في هونغ كونغ اليوم.